# 王峻 (1964年)
王峻（1964年2月—），女，汉族，甘肃平凉人，中华人民共和国政治人物，曾任中共西藏自治区纪委副书记，现任西藏自治区人大常委会副主任。